# Csongor Vargha
Csongor Vargha, född den 13 februari 1946 i Cham, Ungern, är en ungersk kanotist.
Han tog bland annat VM-guld i K-4 1000 meter i samband med sprintvärldsmästerskapen i kanotsport 1973 i Tammerfors.